# Timeo Danaos et dona ferentes

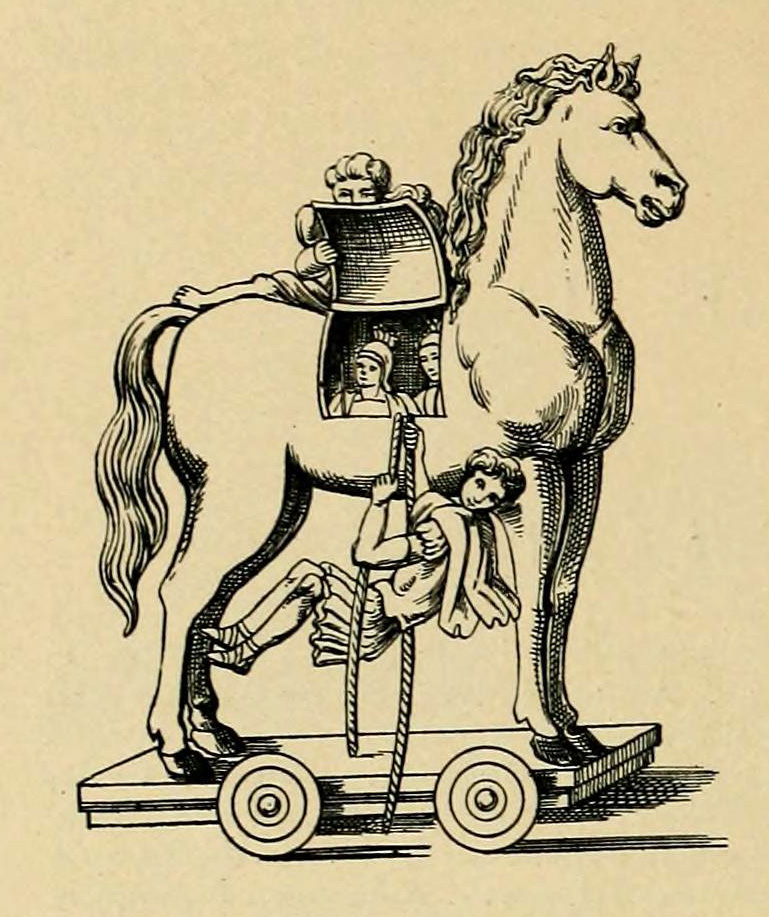
Cheval de Troie d'après le Vergilius Vaticanus.

« Timeo Danaos et dona ferentes » est une phrase mise dans la bouche de Laocoon par Virgile dans l'Énéide (II, 49). Elle peut se traduire par « Je crains les Grecs, même lorsqu'ils apportent des cadeaux ». Elle fait référence au cheval de Troie.  Elle est devenue une locution usuelle et a mené à l'expression populaire cadeau de Grec.

## Traduction
Timeo est la première personne du présent de l'indicatif du verbe latin qui signifie craindre.
Danaos est l'accusatif pluriel de Danaus et se traduit par « Danéens », autre nom pour les Grecs, utilisé par Homère puis par Virgile.
Dans la plupart des expressions latines, et est une conjonction signifiant « et », mais il s'agit ici plutôt de l'adverbe signifiant « même ».
Dona est l'accusatif pluriel du mot donum qui signifie don. 
Ferens (dont ferentes est l'accusatif pluriel) est le participe présent du verbe fero (je porte). La forme commune utilise le mot ferentēs alors que le texte original écrit ferentīs. La première forme est plus commune en latin classique.
À noter qu'afin de faire « sonner » cette expression plus grecque (puisque Laocoon était censé être hellénophone), Virgile a utilisé un vocabulaire latin archaïsant ayant une étymologie plus proche de termes du grec ancien. En effet, cette même phrase, en grec ancien, aurait été traduite par "Τιμαω Δαναος και δωρα φερεντες " (translittérée "Timaô Danaos kai dôra pherentes").

## Usages historiques
En politique, cet aphorisme est cité en référence aux promesses électorales : par exemple, par le citoyen Gobe-mouches dans son adresse à la Convention ou par Émile Digeon dans son adresse à Émile Ollivier ou dans un manifeste électoral de 1848.
Dans son verdict du 22 juin 1955 dans le procès Kastner, le juge Benjamin Halevy utilise cette expression avant de conclure au pacte faustien à propos de l’accord que Kastner passe avec Eichmann permettant de sauver 1685 juifs.

## Dans la culture populaire
Dans le livre Les Trois Mousquetaires (1844-6) d'Alexandre Dumas, à la suite du retour des ferrets de la reine, Monsieur de Tréville emploie cette locution à propos du diamant offert par la reine à d'Artagnan, croyant qu'il avait été offert par Buckingham. Il traduit la locution par « Défiez-vous de l'ennemi qui vous fait des présents ».
Dans son billet du Monde du 29 juin 1959, intitulé Timeo Danaos Robert Escarpit écrit « J'ai tendance à me méfier d'un ministre des finances qui prétend alléger l'impôt ».  Quant à lui, Alexis Brézet écrit, dans Le Figaro, sous le même titre, qu'il faut craindre les Grecs, face à la dette qu'ils ne peuvent pas rembourser. 
Dans Astérix légionnaire (1967), les Romains utilisent la phrase « T comme dans Timeo Danaos et dona ferentes ? » à chaque fois qu'ils parlent à Astérix et Obélix à propos du légionnaire perdu Tragicomix.
Dans le film La Grande Bouffe (1973) de Marco Ferreri, Philippe (Philippe Noiret) y fait référence en réponse à un Chinois qui patientait dans sa villa où ils ont tous rendez-vous avec leur destin.
Dans le film Rock (1996), John Mason (Sean Connery) cite la phrase en latin lorsque le FBI, représenté par Stanley Goodspeed (Nicolas Cage), lui offre la liberté en échange de sa coopération.
La phrase est reprise dans le quatrième épisode de la première saison de la série The Crown (2016) qui évoque le « grand smog » de Londres.
L'avant-dernier roman de la série Bernie Gunther, de Philip Kerr, s'intitule Greeks Bearing Gifts (L'Offrande grecque).
Dans son récit Le bahut Henri II, Alphonse Allais énumère les participants d’un joyeux dîner : 
Il y avait là le major Saligo, et Timeo Danaos, et Doña Ferentès (la seule dame de la société), et Sinon, et Vero, et Ben Trovato, et quelques autres que j'oublie.